# Leudesius
Leudesius (asesinado en 676) era hijo de Erquinoaldo, mayordomo de palacio de Neustria, y su mujer Leutsinde. 
Leudesius heredó las propiedades de su padre a su muerte en 658. En 659, hubo una disputa entre la arquidiócesis de Ruan y la abadía de Saint-Denis sobre su propiedad. 
Cuando, en 673, los burgundios bajo Leodegario derrotaron a Ebroino y a Teoderico III, exiliaron a Ebroino a un monasterio. El mayordomo austrasiano Wulfoaldo tomó el poder en Neustria, pero huyó a Austrasia tras el asesinato de Childerico II en 675. Los neustrianos eligieron a Leudesius para reemplazarle. Al año siguiente, Ebroino regresó. Leudesius y Teoderico III huyeron con el tesoro real a Baizieux, donde Ebroino les alcanzó e hizo asesinar a Leudesius.